# Coupe du monde des clubs de handball 2012
Navigation
Édition 2011 Édition 2013

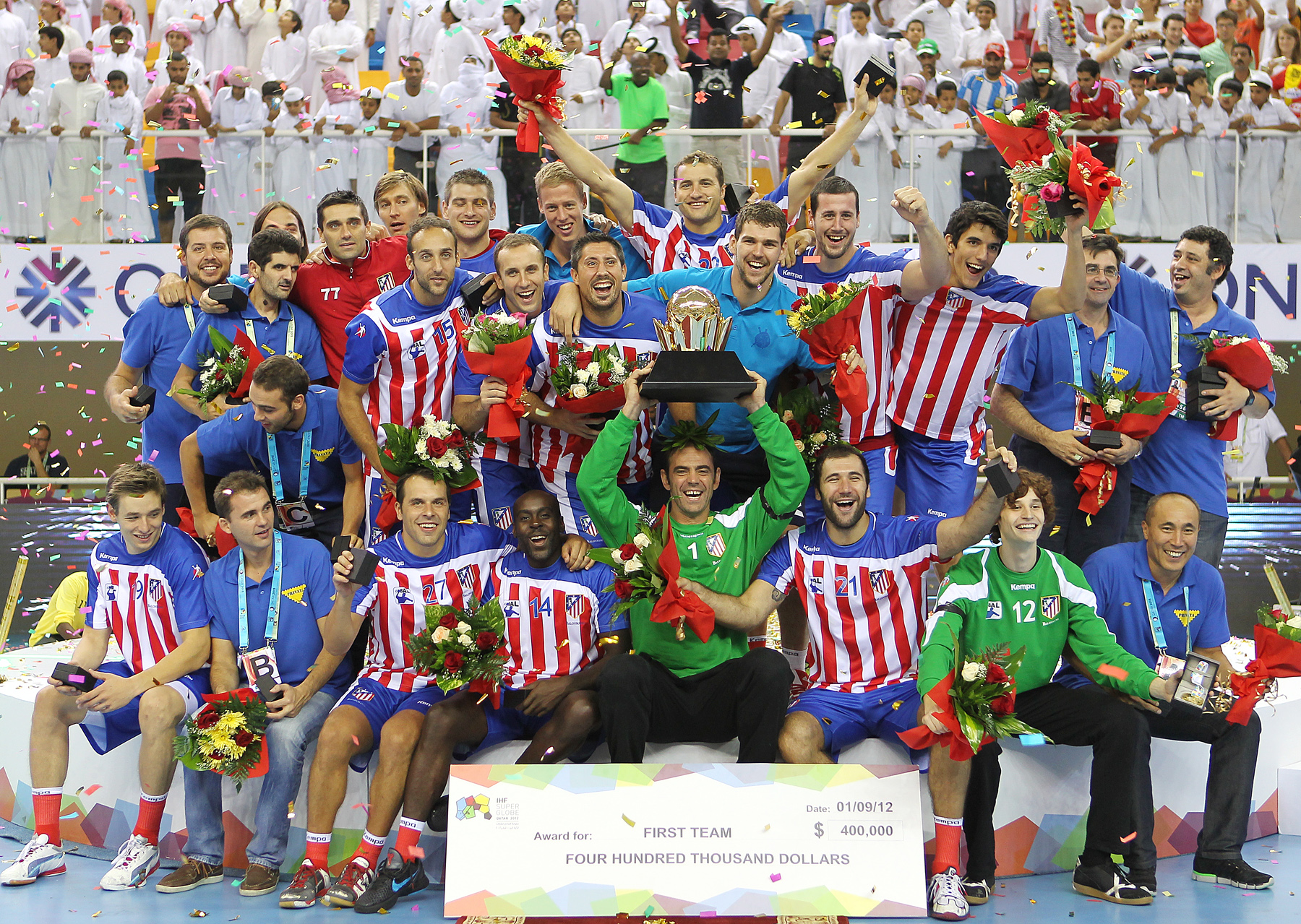
L'Atlético de Madrid fête sa victoire sur le podium.

La Coupe du monde des clubs de handball 2012  est la sixième édition de la Coupe du monde des clubs de handball organisé par la Fédération internationale de handball. Elle se déroule du 27 août au 1er septembre 2012 à Doha, au Qatar, pour la quatrième fois. Tous les matchs sont joués à la salle « Al-Gharafa Sports Club Hall » à Doha.
La compétition est remportée pour la troisième fois par le club espagnol de l'Atlético de Madrid (ex-Ciudad Real), vainqueur en finale du club allemand du THW Kiel. La troisième place est remportée par le club qatarien d'Al-Sadd SC, pour l'occasion largement renforcé par le Montpellier Handball.

## Déroulement de la compétition
Le format du Championnat du monde des clubs, prévoit la division de huit équipes en deux groupes, A et B.
Les deux premières équipes de chaque groupes se qualifient pour les demi-finales (le premier du groupe A rencontre le second du groupe B, et vice-versa). Les équipes classées troisième et quatrième des groupes sont qualifiées pour les demi-finales de classement.
Les gagnants des demi-finales se disputent la victoire finale, tandis que les perdants s'affrontent pour la troisième place.

## Participants
| Club                 | Pays            | Confédération | Titre                                     |
| -------------------- | --------------- | ------------- | ----------------------------------------- |
| THW Kiel             | Allemagne       | EHF           | Champion d'Europe 2012 et tenant du titre |
| Atlético de Madrid   | Espagne         | EHF           | Vice-champion d'Europe                    |
| CD São Bernardo      | Brésil          | PATHF         | Champion panaméricain 2012                |
| Mudhar Club          | Arabie saoudite | AHF           | Champion d'Asie 2011                      |
| Zamalek SC           | Égypte          | CAHB          | Champion d'Afrique 2011                   |
| Université de Sydney | Australie       | OCHF          | Champion d'Océanie 2011 ?                 |
| Al-Sadd SC           | Qatar           | AHF           | Hôte                                      |
| El Jaish SC          | Qatar           | AHF           | Wild Card                                 |

## Phase de groupes

### Poule A
Classement
| Rang | Équipe             | Pts | G | N | P | BP | BC | Diff |
| ---- | ------------------ | --- | - | - | - | -- | -- | ---- |
| 1    | Atlético de Madrid | 6   | 3 | 0 | 0 | 91 | 75 | +16  |
| 2    | Zamalek SC         | 4   | 2 | 0 | 1 | 85 | 77 | +8   |
| 3    | El Jaish SC        | 2   | 1 | 0 | 2 | 77 | 82 | -5   |
| 4    | CD São Bernardo    | 0   | 0 | 0 | 3 | 78 | 97 | -19  |

|  | Qualifiée pour les demi-finales                                                                                |
|  | Éliminée |
|  | Pts points ; G victoires ; N nuls ; P défaites BP buts marqués ; BC buts encaissés ; Diff différence de points |

Matches
| 27 août 2012 15h00 | Zamalek SC     | 33 - 24   | CD São Bernardo   | Al-Gharafa Sports Club Hall, Doha Affluence : 500 Arbitrage : Al-Suwaidi, Bamutref |
| 27 août 2012 15h00 | Hussein Zaky 7 | (12 - 14) | Carlos Castillo 6 | Al-Gharafa Sports Club Hall, Doha Affluence : 500 Arbitrage : Al-Suwaidi, Bamutref |
| 27 août 2012 15h00 | ×3             | IHF       | ×5 ×3             | Al-Gharafa Sports Club Hall, Doha Affluence : 500 Arbitrage : Al-Suwaidi, Bamutref |

| 27 août 2012 17h00 | Atlético de Madrid | 28 - 23   | El Jaish SC    | Al-Gharafa Sports Club Hall, Doha Affluence : 1 000 Arbitrage : Gatelis, Mazeika |
| 27 août 2012 17h00 | Kiril Lazarov 7    | (11 - 13) | Jure Dolenec 6 | Al-Gharafa Sports Club Hall, Doha Affluence : 1 000 Arbitrage : Gatelis, Mazeika |
| 27 août 2012 17h00 | ×2 ×1              | IHF       | ×3 ×5          | Al-Gharafa Sports Club Hall, Doha Affluence : 1 000 Arbitrage : Gatelis, Mazeika |

| 28 août 2012 14h00 | CD São Bernardo   | 27 - 34   | Atlético de Madrid   | Al-Gharafa Sports Club Hall, Doha Affluence : 300 Arbitrage : Leifsson, Palsson |
| 28 août 2012 14h00 | Carlos Castillo 6 | (16 - 16) | Mariusz Jurkiewicz 6 | Al-Gharafa Sports Club Hall, Doha Affluence : 300 Arbitrage : Leifsson, Palsson |
| 28 août 2012 14h00 | ×3                | IHF       | ×3                   | Al-Gharafa Sports Club Hall, Doha Affluence : 300 Arbitrage : Leifsson, Palsson |

| 28 août 2012 20h00 | El Jaish SC     | 24 - 27   | Zamalek SC                    | Al-Gharafa Sports Club Hall, Doha Affluence : 500 Arbitrage : Al Mutawa, Al Suwailam |
| 28 août 2012 20h00 | Zlatko Horvat 7 | (12 - 12) | Hussein Zaky, Mohamed Sanad 6 | Al-Gharafa Sports Club Hall, Doha Affluence : 500 Arbitrage : Al Mutawa, Al Suwailam |
| 28 août 2012 20h00 | ×3              | IHF       | ×4                            | Al-Gharafa Sports Club Hall, Doha Affluence : 500 Arbitrage : Al Mutawa, Al Suwailam |

| 29 août 2012 16h00 | Atlético de Madrid | 29 - 25   | Zamalek SC        | Al-Gharafa Sports Club Hall, Doha Affluence : 500 Arbitrage : Al Suwaidi, Bamutref |
| 29 août 2012 16h00 | Kiril Lazarov 7    | (12 - 15) | Ahmed El-Ahmar 11 | Al-Gharafa Sports Club Hall, Doha Affluence : 500 Arbitrage : Al Suwaidi, Bamutref |
| 29 août 2012 16h00 | ×3 ×2              | IHF       | ×6 ×3             | Al-Gharafa Sports Club Hall, Doha Affluence : 500 Arbitrage : Al Suwaidi, Bamutref |

| 29 août 2012 20h00 | El Jaish SC         | 30 - 27   | CD São Bernardo  | Al-Gharafa Sports Club Hall, Doha Affluence : 1 000 Arbitrage : Gatelis, Mazeika |
| 29 août 2012 20h00 | Nikola Manojlović 7 | (15 - 13) | Fábio Chiuffa 11 | Al-Gharafa Sports Club Hall, Doha Affluence : 1 000 Arbitrage : Gatelis, Mazeika |
| 29 août 2012 20h00 | ×3 ×4               | IHF       | ×1 ×2            | Al-Gharafa Sports Club Hall, Doha Affluence : 1 000 Arbitrage : Gatelis, Mazeika |

### Poule B
Classement
| Rang | Équipe               | Pts | G | N | P | BP  | BC  | Diff |
| ---- | -------------------- | --- | - | - | - | --- | --- | ---- |
| 1    | THW Kiel             | 6   | 3 | 0 | 0 | 111 | 70  | +41  |
| 2    | Al-Sadd SC           | 4   | 2 | 0 | 1 | 94  | 85  | +9   |
| 3    | Mudhar Club          | 2   | 1 | 0 | 2 | 94  | 103 | -9   |
| 4    | Université de Sydney | 0   | 0 | 0 | 3 | 65  | 106 | -41  |

|  | Qualifiée pour les demi-finales                                                                                |
|  | Éliminée |
|  | Pts points ; G victoires ; N nuls ; P défaites BP buts marqués ; BC buts encaissés ; Diff différence de points |

Matches
| 27 août 2012 13h00 | Mudhar Club     | 32 - 27   | Université de Sydney | Al-Gharafa Sports Club Hall, Doha Arbitrage : Al-Mutawa, Al-Suwailam |
| 27 août 2012 13h00 | Amine Bannour 7 | (15 - 12) | Diego Liamazares 8   | Al-Gharafa Sports Club Hall, Doha Arbitrage : Al-Mutawa, Al-Suwailam |
| 27 août 2012 13h00 | ×3 ×6           | IHF       | ×2 ×3                | Al-Gharafa Sports Club Hall, Doha Arbitrage : Al-Mutawa, Al-Suwailam |

| 27 août 2012 19h45 | THW Kiel      | 29 - 26  | Al-Sadd SC     | Al-Gharafa Sports Club Hall, Doha Affluence : 1 000 Arbitrage : Leifsonn, Palsonn |
| 27 août 2012 19h45 | Marko Vujin 7 | (9 - 16) | Dragan Gajić 8 | Al-Gharafa Sports Club Hall, Doha Affluence : 1 000 Arbitrage : Leifsonn, Palsonn |
| 27 août 2012 19h45 | ×3 ×1         | IHF      | ×3             | Al-Gharafa Sports Club Hall, Doha Affluence : 1 000 Arbitrage : Leifsonn, Palsonn |

| 28 août 2012 16h00 | Université de Sydney | 13 - 40  | THW Kiel           | Al-Gharafa Sports Club Hall, Doha Affluence : 300 Arbitrage : Akpatsa, Assignon |
| 28 août 2012 16h00 | Tomasz Szklarski 5   | (7 - 21) | René Toft Hansen 8 | Al-Gharafa Sports Club Hall, Doha Affluence : 300 Arbitrage : Akpatsa, Assignon |
| 28 août 2012 16h00 | ×2                   | IHF      | ×3 ×2              | Al-Gharafa Sports Club Hall, Doha Affluence : 300 Arbitrage : Akpatsa, Assignon |

| 28 août 2012 18h00 | Al-Sadd SC      | 34 - 31   | Mudhar Club    | Al-Gharafa Sports Club Hall, Doha Affluence : 1 000 Arbitrage : Mazeika, Gutelis |
| 28 août 2012 18h00 | Dragan Gajić 10 | (15 - 17) | Wael Jallouz 8 | Al-Gharafa Sports Club Hall, Doha Affluence : 1 000 Arbitrage : Mazeika, Gutelis |
| 28 août 2012 18h00 | ×2 ×7           | IHF       | ×3 ×7          | Al-Gharafa Sports Club Hall, Doha Affluence : 1 000 Arbitrage : Mazeika, Gutelis |

| 29 août 2012 14h00 | THW Kiel                  | 42 - 31   | Mudhar Club    | Al-Gharafa Sports Club Hall, Doha Affluence : 400 Arbitrage : Al Mutawa, Al Suwailam |
| 29 août 2012 14h00 | Guðjón Valur Sigurðsson 8 | (20 - 14) | Wael Jallouz 8 | Al-Gharafa Sports Club Hall, Doha Affluence : 400 Arbitrage : Al Mutawa, Al Suwailam |
| 29 août 2012 14h00 | ×3 ×1                     | IHF       | ×3 ×1          | Al-Gharafa Sports Club Hall, Doha Affluence : 400 Arbitrage : Al Mutawa, Al Suwailam |

| 29 août 2012 18h00 | Al-Sadd SC     | 34 - 25   | Université de Sydney | Al-Gharafa Sports Club Hall, Doha Affluence : 800 Arbitrage : Akpatsa, Assignon |
| 29 août 2012 18h00 | Dragan Gajić 7 | (17 - 10) | Diego Liamazares 5   | Al-Gharafa Sports Club Hall, Doha Affluence : 800 Arbitrage : Akpatsa, Assignon |
| 29 août 2012 18h00 | ×3 ×1          | IHF       | ×3 ×4                | Al-Gharafa Sports Club Hall, Doha Affluence : 800 Arbitrage : Akpatsa, Assignon |

## Phase finale
|  | Demi-finales                                     | Demi-finales                               |                        |    | Finale                                           | Finale                                           |
|  | Demi-finales                                     | Demi-finales                               |                        |    | Finale                                           | Finale                                           |
|  |                                                  |                                            |                        |    |                                                  |                                                  |
|  | 31 août 18h30, Al-Gharafa Sports Club Hall       | 31 août 18h30, Al-Gharafa Sports Club Hall |                        |    | 1er septembre 17h00, Al-Gharafa Sports Club Hall | 1er septembre 17h00, Al-Gharafa Sports Club Hall |
|  | 31 août 18h30, Al-Gharafa Sports Club Hall       | 31 août 18h30, Al-Gharafa Sports Club Hall |                        |    | 1er septembre 17h00, Al-Gharafa Sports Club Hall | 1er septembre 17h00, Al-Gharafa Sports Club Hall |
|  | Atlético de Madrid                               | 33                                         |                        |    | 1er septembre 17h00, Al-Gharafa Sports Club Hall | 1er septembre 17h00, Al-Gharafa Sports Club Hall |
|  | Atlético de Madrid                               | 33                                         |                        |    | 1er septembre 17h00, Al-Gharafa Sports Club Hall | 1er septembre 17h00, Al-Gharafa Sports Club Hall |
|  | Al-Sadd SC                                       | 32                                         |                        |    | 1er septembre 17h00, Al-Gharafa Sports Club Hall | 1er septembre 17h00, Al-Gharafa Sports Club Hall |
|  | Al-Sadd SC                                       | 32                                         | Atlético de Madrid     | 28 |                                                  |                                                  |
|  | 31 août 20h30, Al-Gharafa Sports Club Hall       |                                            | Atlético de Madrid     | 28 |                                                  |                                                  |
|  |                                                  | THW Kiel                                   | 23                     |    |                                                  |                                                  |
|  | Zamalek SC                                       | THW Kiel                                   | 23                     | 24 |                                                  |                                                  |
|  | Zamalek SC                                       |                                            |                        | 24 |                                                  |                                                  |
|  | THW Kiel                                         | 34                                         |                        |    |                                                  |                                                  |
|  | THW Kiel                                         | 34                                         | Match pour la 3e place |    |                                                  |                                                  |
|  |                                                  |                                            |                        |    |                                                  |                                                  |
|  | 1er septembre 15h00, Al-Gharafa Sports Club Hall |                                            |                        |    |                                                  |                                                  |
|  |                                                  |                                            |                        |    |                                                  |                                                  |
|  | Al-Sadd SC                                       | 32                                         |                        |    |                                                  |                                                  |
|  | Al-Sadd SC                                       | 32                                         |                        |    |                                                  |                                                  |
|  | Zamalek SC                                       | 26                                         |                        |    |                                                  |                                                  |
|  | Zamalek SC                                       | 26                                         |                        |    |                                                  |                                                  |

### Demi-finales
| 31 août 2012 18h30 | Atlético de Madrid | 33 - 32   | Al-Sadd SC  | Al-Gharafa Sports Club Hall, Doha Affluence : 1 000 Arbitrage : Gatelis, Mazeika |
| 31 août 2012 18h30 | Kiril Lazarov 7    | (18 - 19) | Issam Tej 7 | Al-Gharafa Sports Club Hall, Doha Affluence : 1 000 Arbitrage : Gatelis, Mazeika |
| 31 août 2012 18h30 | ×3 ×5 ×1           | IHF       | ×3 ×6 ×1    | Al-Gharafa Sports Club Hall, Doha Affluence : 1 000 Arbitrage : Gatelis, Mazeika |

| 31 août 2012 20h30 | THW Kiel          | 34 - 24   | Zamalek SC     | Al-Gharafa Sports Club Hall, Doha Affluence : 1 000 Arbitrage : Palsson, Leifsson |
| 31 août 2012 20h30 | Patrick Wiencek 6 | (16 - 12) | Hussein Zaky 8 | Al-Gharafa Sports Club Hall, Doha Affluence : 1 000 Arbitrage : Palsson, Leifsson |
| 31 août 2012 20h30 | ×3 ×2             | IHF       | ×3 ×1          | Al-Gharafa Sports Club Hall, Doha Affluence : 1 000 Arbitrage : Palsson, Leifsson |

### Match pour la3eplace
| 1er septembre 2012 15h00 | Al-Sadd SC     | 32 - 26   | Zamalek SC        | Al-Gharafa Sports Club Hall, Doha Affluence : 1 200 Arbitrage : Leifsson, Palsson |
| 1er septembre 2012 15h00 | Dragan Gajić 9 | (16 - 11) | Ahmed El-Ahmar 10 | Al-Gharafa Sports Club Hall, Doha Affluence : 1 200 Arbitrage : Leifsson, Palsson |
| 1er septembre 2012 15h00 | ×3 ×5          | IHF       | ×3 ×6             | Al-Gharafa Sports Club Hall, Doha Affluence : 1 200 Arbitrage : Leifsson, Palsson |

### Finale
| 1er septembre 2012 17h00 | Atlético de Madrid   | 28 - 23   | THW Kiel      | Al-Gharafa Sports Club Hall, Doha Affluence : 2 000 Arbitrage : Al Suwaidi, Bamutref |
| 1er septembre 2012 17h00 | Mariusz Jurkiewicz 5 | (13 - 13) | Filip Jícha 7 | Al-Gharafa Sports Club Hall, Doha Affluence : 2 000 Arbitrage : Al Suwaidi, Bamutref |
| 1er septembre 2012 17h00 | ×4 ×5                | IHF       | ×4 ×5         | Al-Gharafa Sports Club Hall, Doha Affluence : 2 000 Arbitrage : Al Suwaidi, Bamutref |

Les statistiques de la finale sont :
- Atlético de Madrid (28) :  Hombrados, Díez – Jurkiewicz  (5), Cañellas (4), Masachs (4 dont 1 pen.), Lazarov (4 dont 2 pen.), Ferrer  (3), Aguinagalde   (3), Barachet  (3), Källman  (1), Romero Rodriguez  (1), Sánchez-Migallón, Roura, Davis, Parrondo . Entraîneur : Talant Dujshebaev .
- THW Kiel (23) : Omeyer, Palicka – Ahlm   (7), Jícha (7 dont 2 pen.), Vujin (5 dont 2 pen.), Hansen   (2), Ilić (2), Sigurðsson (1), Sprenger  (1), Wiencek  (1), Zeitz  , Narcisse, Klein. Entraîneur : Alfreð Gíslason .

## Matchs de classement
|  | Demi-finales de classement | Demi-finales de classement |                        |    | Match pour la 5e place    | Match pour la 5e place    |
|  | Demi-finales de classement | Demi-finales de classement |                        |    | Match pour la 5e place    | Match pour la 5e place    |
|  |                            |                            |                        |    |                           |                           |
|  | 31 août 2012, 14h30        | 31 août 2012, 14h30        |                        |    | 1er septembre 2012, 13h00 | 1er septembre 2012, 13h00 |
|  | 31 août 2012, 14h30        | 31 août 2012, 14h30        |                        |    | 1er septembre 2012, 13h00 | 1er septembre 2012, 13h00 |
|  | Mudhar Club                | 31                         |                        |    | 1er septembre 2012, 13h00 | 1er septembre 2012, 13h00 |
|  | Mudhar Club                | 31                         |                        |    | 1er septembre 2012, 13h00 | 1er septembre 2012, 13h00 |
|  | CD São Bernardo            | 34                         |                        |    | 1er septembre 2012, 13h00 | 1er septembre 2012, 13h00 |
|  | CD São Bernardo            | 34                         | CD São Bernardo        | 23 |                           |                           |
|  | 31 août 2012, 16h30        |                            | CD São Bernardo        | 23 |                           |                           |
|  |                            | El Jaish SC                | 31                     |    |                           |                           |
|  | Université de Sydney       | El Jaish SC                | 31                     | 25 |                           |                           |
|  | Université de Sydney       |                            |                        | 25 |                           |                           |
|  | El Jaish SC                | 33                         |                        |    |                           |                           |
|  | El Jaish SC                | 33                         | Match pour la 7e place |    |                           |                           |
|  |                            |                            |                        |    |                           |                           |
|  | 1er septembre 2012, 11h00  |                            |                        |    |                           |                           |
|  |                            |                            |                        |    |                           |                           |
|  | Mudhar Club                | 34                         |                        |    |                           |                           |
|  | Mudhar Club                | 34                         |                        |    |                           |                           |
|  | Université de Sydney       | 21                         |                        |    |                           |                           |
|  | Université de Sydney       | 21                         |                        |    |                           |                           |

### Demi-finales de classement
| 31 août 2012 14h30 | Mudhar Club      | 31 - 34   | CD São Bernardo                   | Al-Gharafa Sports Club Hall, Doha Affluence : 500 Arbitrage : Al Suwaidi, Bamutref |
| 31 août 2012 14h30 | Amine Bannour 13 | (15 - 24) | Carlos Castillo, Wesley Freitas 7 | Al-Gharafa Sports Club Hall, Doha Affluence : 500 Arbitrage : Al Suwaidi, Bamutref |
| 31 août 2012 14h30 | ×3               | IHF       | ×3 ×1                             | Al-Gharafa Sports Club Hall, Doha Affluence : 500 Arbitrage : Al Suwaidi, Bamutref |

| 31 août 2012 16h30 | Université de Sydney                | 25 - 33  | El Jaish SC     | Al-Gharafa Sports Club Hall, Doha Affluence : 700 Arbitrage : Al Mutawa, Al Suwailam |
| 31 août 2012 16h30 | Jeremy Pasquero, Tomasz Szklarski 5 | (9 - 18) | Amine Khedher 9 | Al-Gharafa Sports Club Hall, Doha Affluence : 700 Arbitrage : Al Mutawa, Al Suwailam |
| 31 août 2012 16h30 | ×2 ×4                               | IHF      | ×3 ×1           | Al-Gharafa Sports Club Hall, Doha Affluence : 700 Arbitrage : Al Mutawa, Al Suwailam |

### Match pour la7eplace
| 1er septembre 2012 11h00 | Mudhar Club      | 34 - 21   | Université de Sydney | Al-Gharafa Sports Club Hall, Doha Affluence : 500 Arbitrage : Akpatsa, Assignon |
| 1er septembre 2012 11h00 | Amine Bannour 14 | (17 - 11) | Tomasz Szklarski 8   | Al-Gharafa Sports Club Hall, Doha Affluence : 500 Arbitrage : Akpatsa, Assignon |
| 1er septembre 2012 11h00 | ×2 ×3            | IHF       | ×3                   | Al-Gharafa Sports Club Hall, Doha Affluence : 500 Arbitrage : Akpatsa, Assignon |

### Match pour la5eplace
| 1er septembre 2012 13h00 | CD São Bernardo | 23 - 31   | El Jaish SC     | Al-Gharafa Sports Club Hall, Doha Affluence : 700 Arbitrage : Al Mutawa, Al Suwailam |
| 1er septembre 2012 13h00 | Thiago Cruz 7   | (13 - 15) | Amine Khedher 5 | Al-Gharafa Sports Club Hall, Doha Affluence : 700 Arbitrage : Al Mutawa, Al Suwailam |
| 1er septembre 2012 13h00 | ×2              | IHF       | ×3              | Al-Gharafa Sports Club Hall, Doha Affluence : 700 Arbitrage : Al Mutawa, Al Suwailam |

## Classement final
| Rang | Club                 | Nation          | Confédération | Prime     |
| ---- | -------------------- | --------------- | ------------- | --------- |
| 1    | Atlético de Madrid   | Espagne         | EHF           | 400 000 $ |
| 2    | THW Kiel             | Allemagne       | EHF           | 200 000 $ |
| 3    | Al-Sadd SC           | Qatar           | AHF           | 150 000 $ |
| 4    | Zamalek SC           | Égypte          | CAHB          |           |
| 5    | El Jaish SC          | Qatar           | AHF           |           |
| 6    | CD São Bernardo      | Brésil          | PATHF         |           |
| 7    | Mudhar Club          | Arabie saoudite | AHF           |           |
| 8    | Université de Sydney | Australie       | OCHF          |           |

## Galerie

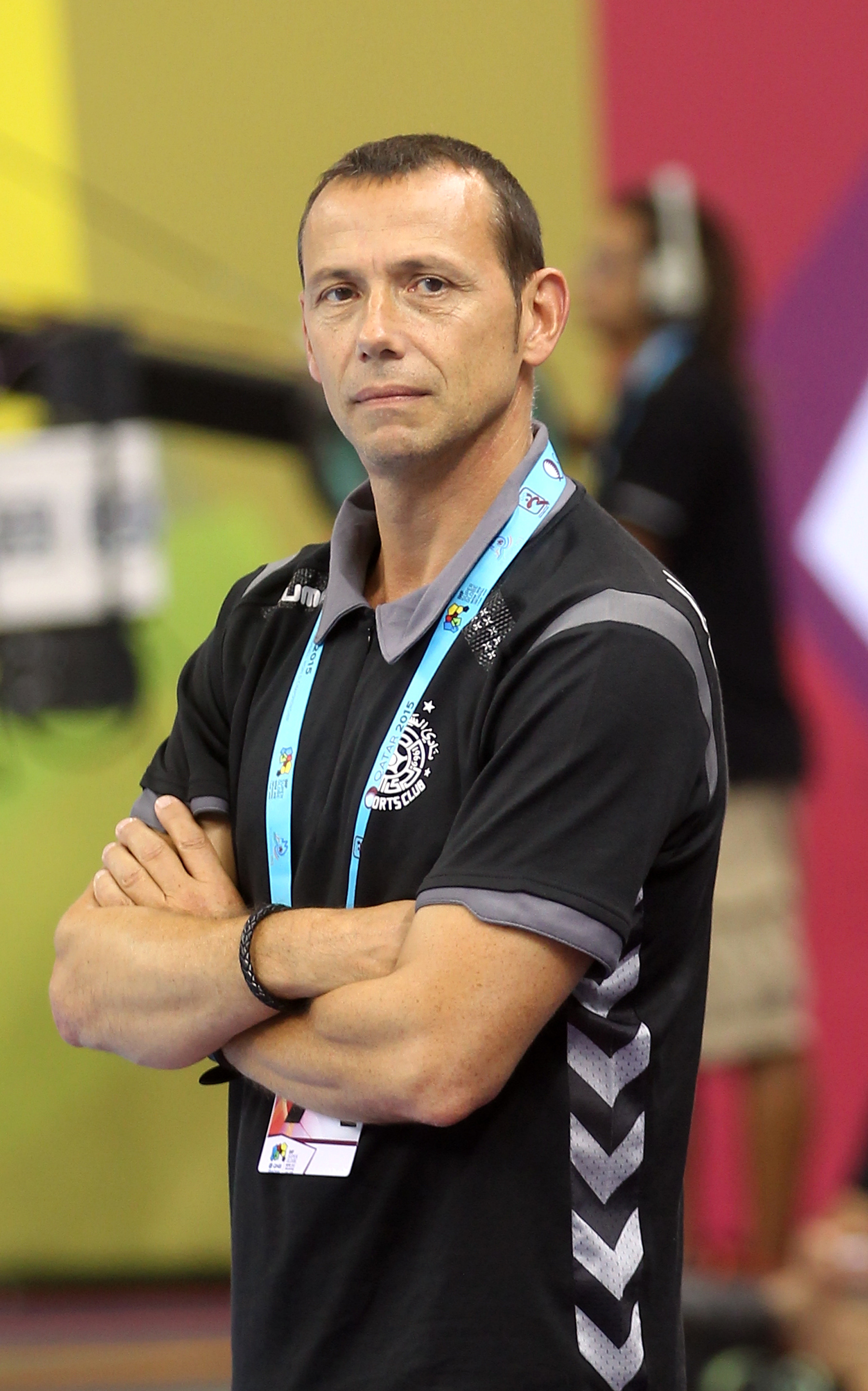
Patrice Canayer, coach d'Al-Sadd SC
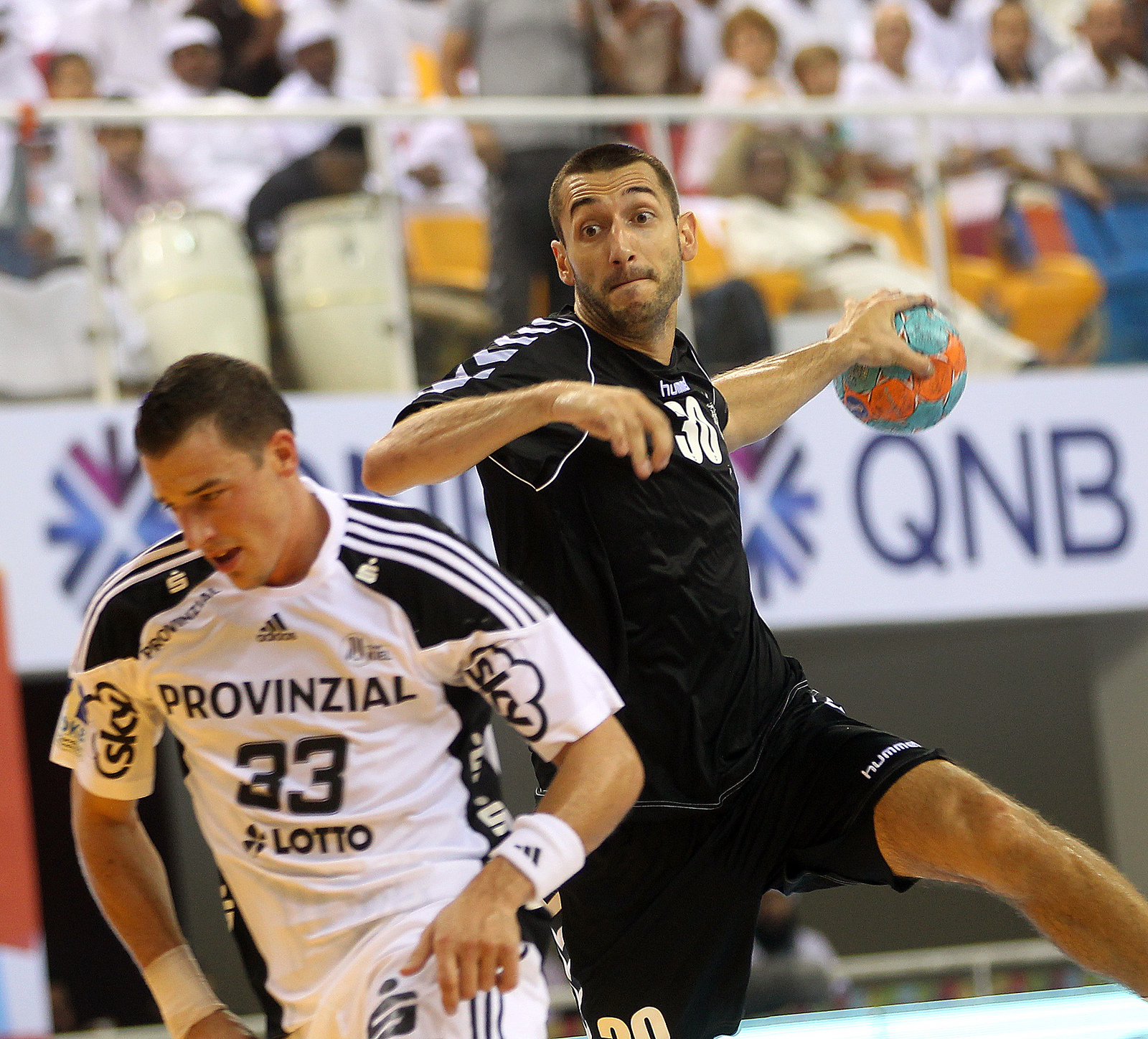
Dragan Gajić, sous les couleurs d'Al-Sadd SC, et Dominik Klein du THW Kiel.
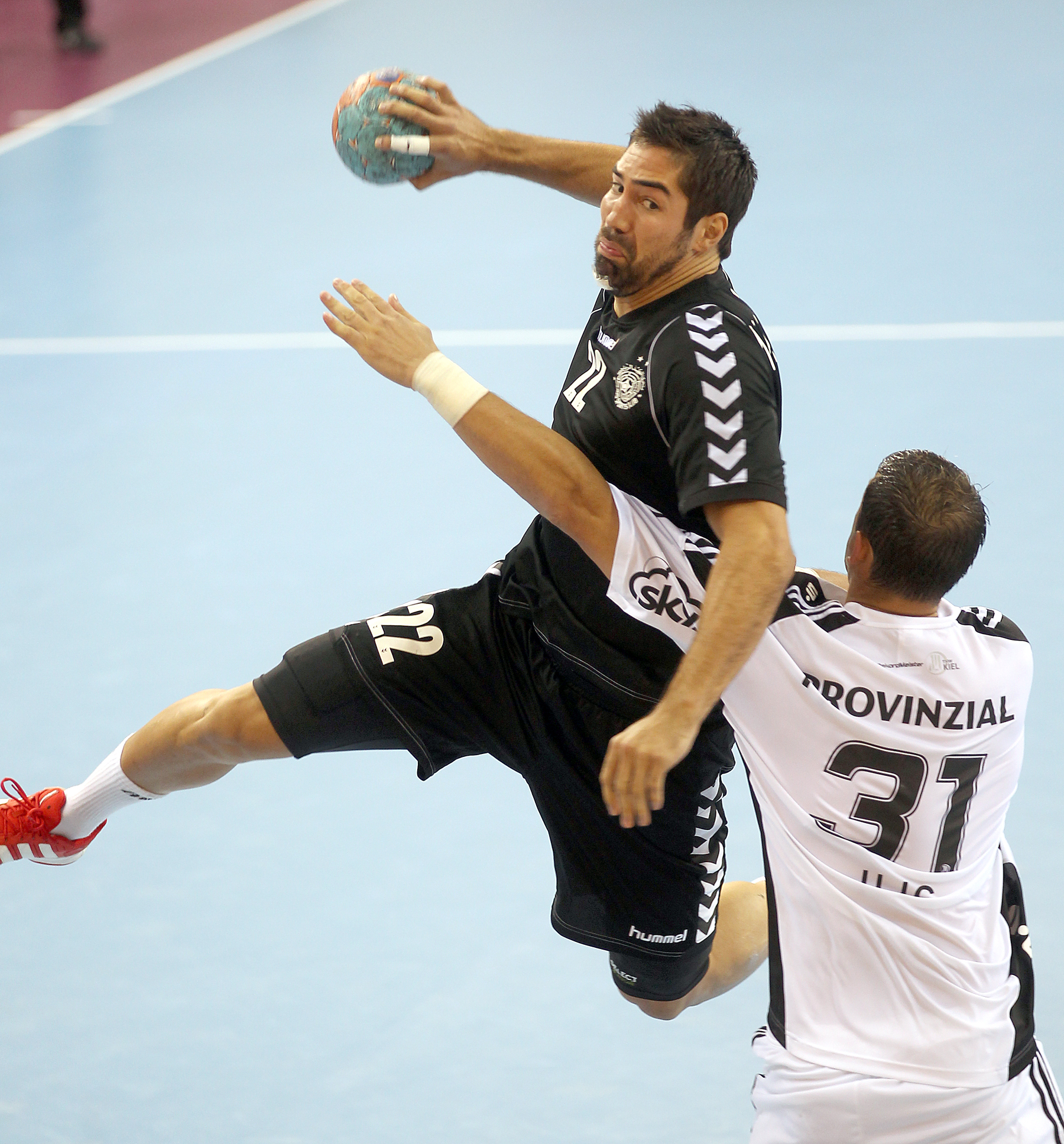
Nikola Karabatic, sous les couleurs d'Al-Sadd SC, face à son ancien club du THW Kiel.
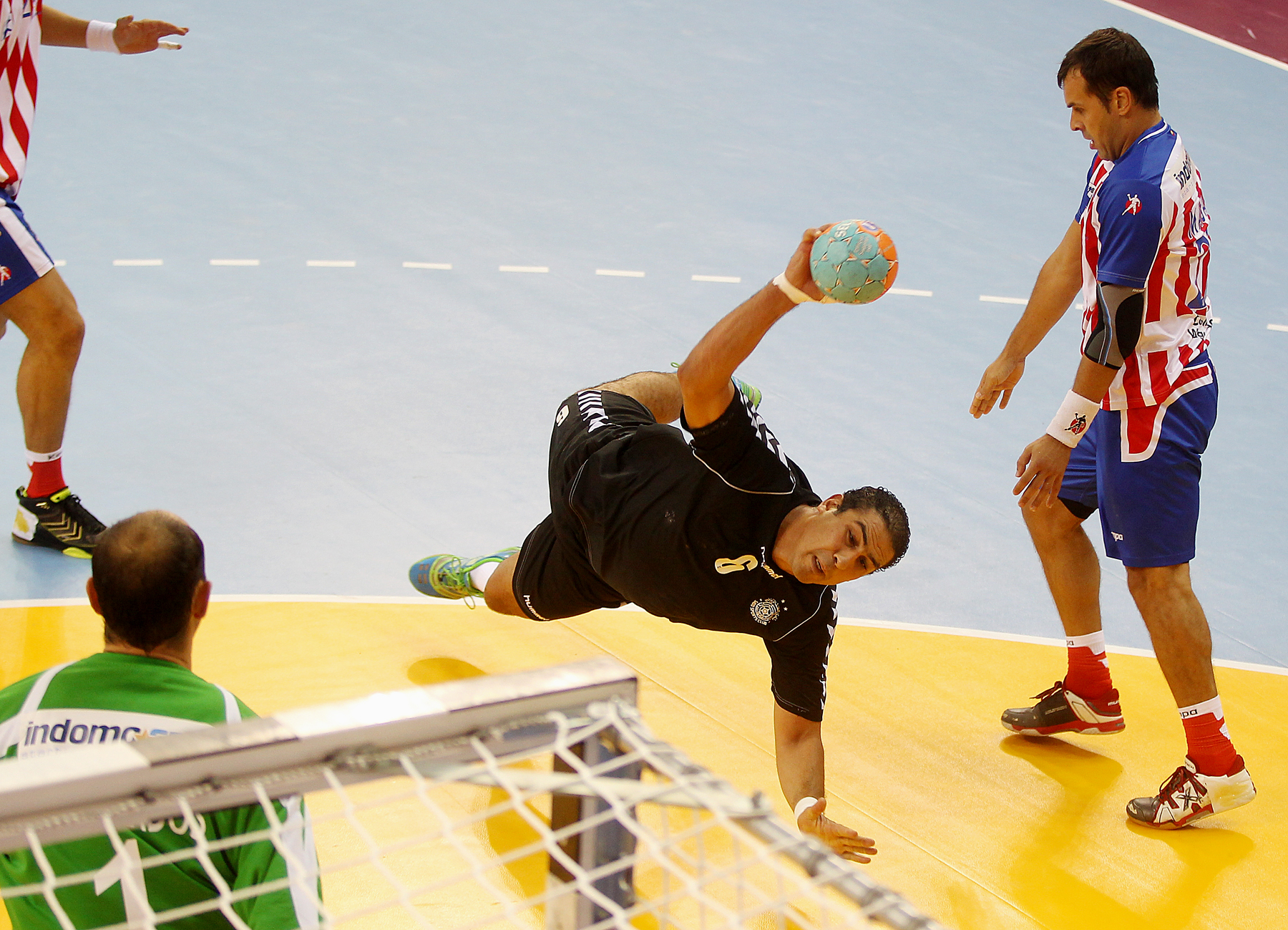
Issam Tej, sous les couleurs d'Al-Sadd SC, face à l'Atlético de Madrid
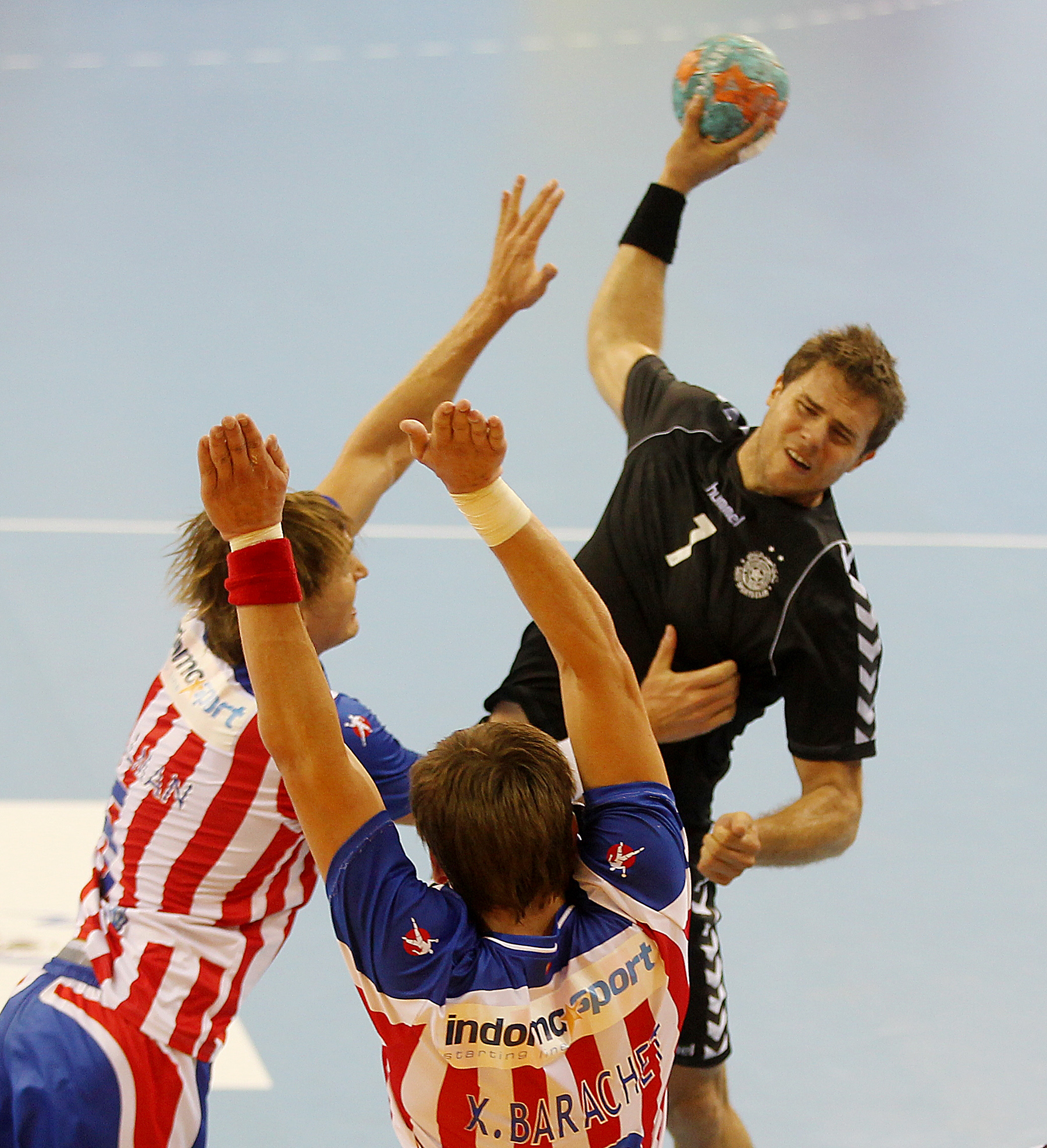
William Accambray, sous les couleurs d'Al-Sadd SC, défie la défense madrilène.
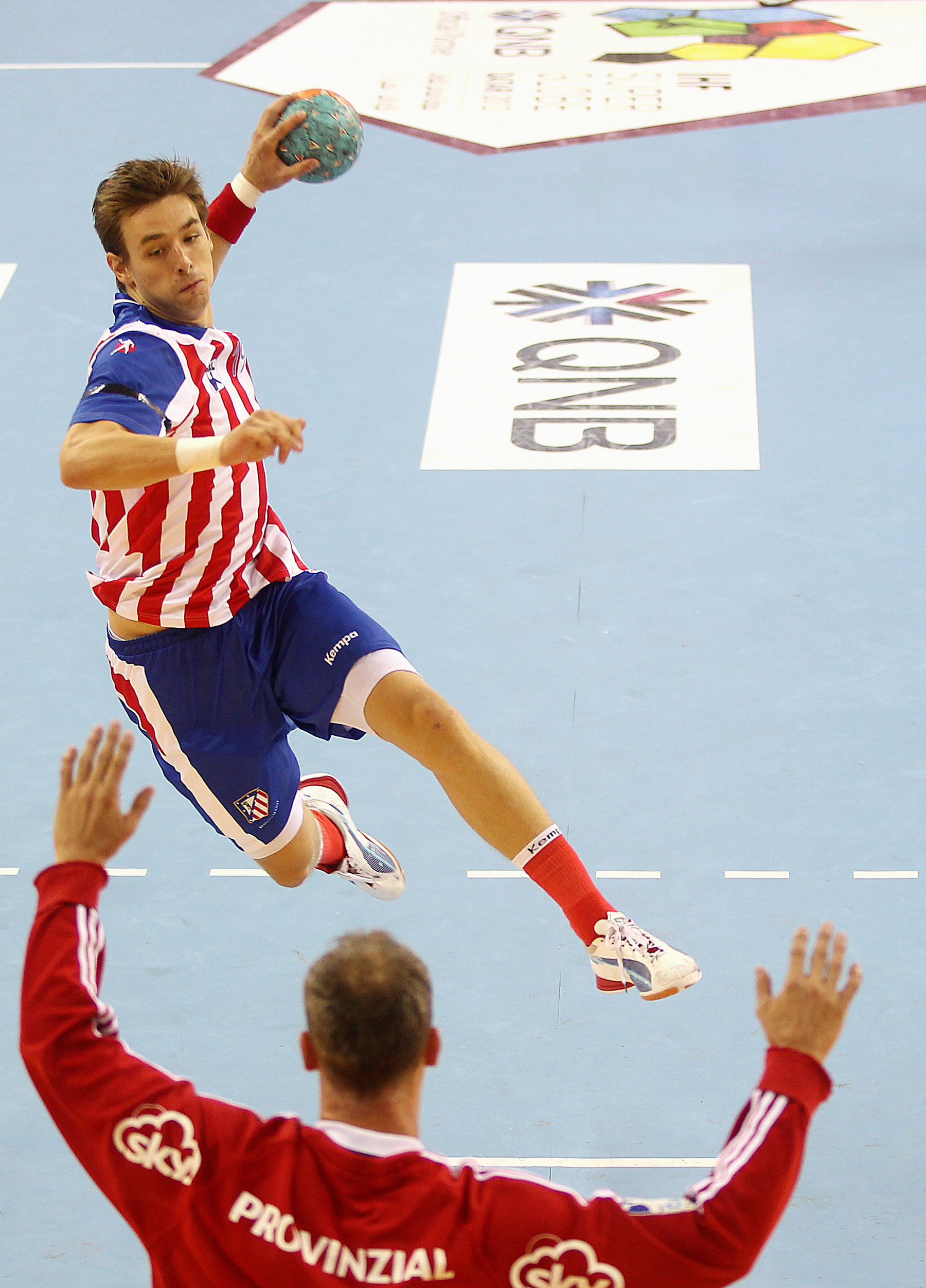
Xavier Barachet face à Thierry Omeyer lors de la finale
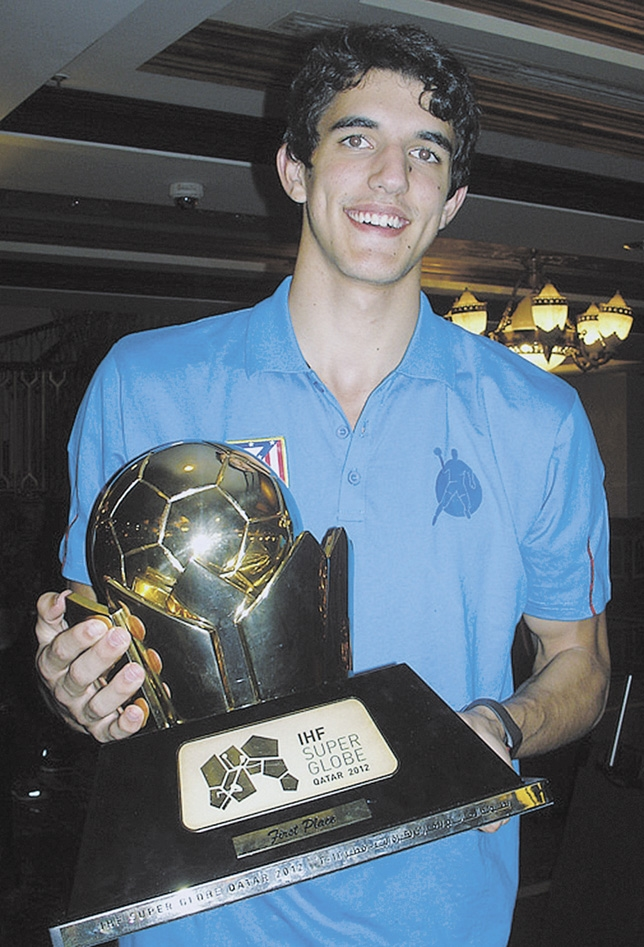
Miguel Sánchez-Migallón avec le trophée